# Rhönrad-Weltmeisterschaft 2015
Die 11. Rhönrad-Weltmeisterschaft 2015 fand vom 8. bis zum 13. Juni 2015 in Lignano Sabbiadoro (Italien) statt. Organisiert wurde die WM durch den IRV (Internationaler Rhönradturnverband) und den CSIT. Es ist das erste Mal, dass der IRV beschlossen hat, die WM nicht durch einen nationalen Verband ausrichten zulassen. Es ist die letzte Rhönrad-Weltmeisterschaft, die in einem ungeraden Jahr durchgeführt wurde. Deutschland dominiert mit 15 Goldmedaillen den Wettkampf. Mit 3 Goldmedaillen und einer Silbermedaillen gilt Luca Christ als den erfolgreichsten männlichen Turner der WM.

## Ergebnisse Cyr
Quelle: 
| Platz | Land        | Athlet             | Punkte |
| ----- | ----------- | ------------------ | ------ |
| 1     | Deutschland | Hauke Narten       | 38,75  |
| 2     | Deutschland | Tobias Schwanemann | 38,15  |
| 3     | Niederlande | Nick Steward       | 35,20  |

| Platz | Land        | Athletin      | Punkte |
| ----- | ----------- | ------------- | ------ |
| 1     | Deutschland | Svea Hüning   | 38,50  |
| 2     | Deutschland | Jule Petsch   | 36,35  |
| 3     | Deutschland | Janine Hiller | 35,10  |

## Ergebnisse Senioren
Quelle: 

### Herren
| Platz | Land        | Athlet             | Punkte |
| ----- | ----------- | ------------------ | ------ |
| 1     | Japan       | Yasuhiko Takahashi | 11,35  |
| 2     | Österreich  | Alexander Müller   | 11,25  |
| 3     | Niederlande | Boy Looijen        | 10,60  |

| Platz | Land        | Athlet             | Punkte |
| ----- | ----------- | ------------------ | ------ |
| 1     | Deutschland | Max Brinkmann      | 11,65  |
| 2     | Niederlande | Boy Looijen        | 11,60  |
| 3     | Japan       | Yasuhiko Takahashi | 11,20  |

| Platz | Land        | Athlet             | Punkte |
| ----- | ----------- | ------------------ | ------ |
| 1     | Japan       | Yasuhiko Takahashi | 11,10  |
| 2     | Deutschland | Marcel Schawo      | 9,80   |
| 3     | Deutschland | Max Brinkmann      | 9,55   |

| Platz | Land        | Athlet             | Gerade | Spirale | Sprung | Total |
| ----- | ----------- | ------------------ | ------ | ------- | ------ | ----- |
| 1     | Japan       | Yasuhiko Takahashi | 11,40  | 9,60    | 10,05  | 31,05 |
| 2     | Deutschland | Marcel Schawo      | 10,55  | 11,45   | 9,05   | 31,00 |
| 3     | Japan       | Motonobu Tamura    | 11,45  | 10,10   | 9,40   | 30,95 |

### Damen
| Platz | Land        | Athletin             | Punkte |
| ----- | ----------- | -------------------- | ------ |
| 1     | Schweiz     | Cheyenne Rechsteiner | 11,85  |
| 2     | Deutschland | Lilia Lessel         | 11,15  |
| 3     | Schweiz     | Edwina Huber         | 10,95  |

| Platz | Land        | Athletin           | Punkte |
| ----- | ----------- | ------------------ | ------ |
| 1     | Deutschland | Yana Looft         | 11,55  |
| 2     | Deutschland | Jasmin Schönbach   | 11,35  |
| 3     | Norwegen    | Ruth Kari Krokeide | 11,10  |

| Platz | Land        | Athletin         | Punkte |
| ----- | ----------- | ---------------- | ------ |
| 1     | Deutschland | Sarah Metz       | 8,90   |
| 2     | Niederlande | Myrna van Berkel | 8,80   |
| 3     | Deutschland | Lilia Lessel     | 8,50   |

| Platz | Land        | Athletin             | Gerade | Spirale | Sprung | Total |
| ----- | ----------- | -------------------- | ------ | ------- | ------ | ----- |
| 1     | Deutschland | Lilia Lessel         | 10,30  | 10,20   | 8,25   | 29,75 |
| 2     | Schweiz     | Cheyenne Rechsteiner | 11,50  | 10,35   | 7,55   | 29,40 |
| 3     | Norwegen    | Ruth Kari Krokeide   | 10,90  | 10,20   | 7,90   | 29,00 |

## Ergebnisse Junioren
Quellen: 
| Platz | Land        | Athlet         | Punkte |
| ----- | ----------- | -------------- | ------ |
| 1     | Deutschland | Carsten Heimer |        |
| 2     | Deutschland | Luca Christ    |        |
| 3     | Deutschland |                |        |

| Platz | Land        | Athlet      | Punkte |
| ----- | ----------- | ----------- | ------ |
| 1     | Deutschland | Luca Christ |        |
| 2     | Deutschland |             |        |
| 3     | Deutschland |             |        |

| Platz | Land               | Athlet      | Punkte |
| ----- | ------------------ | ----------- | ------ |
| 1     | Deutschland        | Luca Christ |        |
| 2     | Deutschland        |             |        |
| 3     | Vereinigte Staaten | Prado Keme  |        |

| Platz | Land        | Athlet         | Gerade | Spirale | Sprung | Total |
| ----- | ----------- | -------------- | ------ | ------- | ------ | ----- |
| 1     | Deutschland | Luca Christ    | 10,65  | 9,85    | 8,95   | 29,45 |
| 2     | Deutschland | Carsten Heimer | 9,50   | 8,00    | 7,15   | 24,95 |
| 3     | Deutschland | Milan Lessel   | 9,45   | 8,00    | 7,25   | 24,70 |

| Platz | Land        | Athletin     | Gerade | Spirale | Sprung | Total |
| ----- | ----------- | ------------ | ------ | ------- | ------ | ----- |
| 1     | Deutschland | Kira Homeyer | 12,00  | 10,75   | 8,55   | 31,30 |
| 2     | Deutschland | Ida Wassilew | 11,50  | 10,65   | 6,70   | 28,85 |
| 3     | Israel      | Noga Divone  | 11,70  | 8,35    | 7,00   | 27,05 |

## Ergebnisse Team
Quelle: 
| Platz | Land        | Athleten | Punkte |
| ----- | ----------- | -------- | ------ |
| 1     | Deutschland |          | 52,85  |
| 2     | Japan       |          | 51,00  |
| 3     | Schweiz     |          | 49,95  |
| 4     | Niederlande |          | 49,70  |